# Wetzlos
Wetzlos ist ein Ortsteil der Marktgemeinde Haunetal im osthessischen Kreis Hersfeld-Rotenburg.

## Geschichte

### Ortsgeschichte
Die älteste bekannte schriftliche Erwähnung von Wetzlos erfolgte unter dem Namen Wedtzels im Jahr 1538 in einem Grenzregulierungsvertrag.
Zum 31. Dezember 1971 wurde die damals zum Landkreis Hünfeld gehörende selbständige Gemeinde Wetzlos im Zuge der Gebietsreform in Hessen in die im gleichen Jahr neu gegründete Gemeinde Haunetal auf freiwilliger Basis eingemeindet. Für Wetzlos wurde, wie für die übrigen bei der Gebietsreform nach Haunetal eingegliederten Gemeinden, ein Ortsbezirk mit Ortsbeirat und Ortsvorsteher nach der Hessischen Gemeindeordnung gebildet.

### Verwaltungsgeschichte im Überblick
Die folgende Liste zeigt die Staaten und Verwaltungseinheiten, denen Wetzlos angehört(e):
- vor 1803: Heiliges Römisches Reich, Hochstift Fulda
- 1803–1806: Heiliges Römisches Reich, Fürstentum Nassau-Oranien-Fulda, Zent Neukirchen
- 1807–1813: Königreich Westphalen, Departement der Werra, Distrikt Hersfeld, Kanton Holzheim
- ab 1815: Kurfürstentum Hessen, Großherzogtum Fulda, Amt Burghaun[8]
- ab 1821/22: Kurfürstentum Hessen, Provinz Fulda, Kreis Hünfeld[9][Anm. 2]
- ab 1848: Kurfürstentum Hessen, Bezirk Fulda
- ab 1851: Kurfürstentum Hessen, Provinz Fulda, Kreis Hünfeld
- ab 1867: Königreich Preußen, Provinz Hessen-Nassau, Regierungsbezirk Kassel, Kreis Hünfeld
- ab 1871: Deutsches Reich, Königreich Preußen, Provinz Hessen-Nassau, Regierungsbezirk Kassel, Kreis Hünfeld
- ab 1918: Deutsches Reich, Freistaat Preußen, Provinz Hessen-Nassau, Regierungsbezirk Kassel, Kreis Hünfeld
- ab 1944: Deutsches Reich, Freistaat Preußen, Provinz Kurhessen, Landkreis Hünfeld
- ab 1945: Amerikanische Besatzungszone, Groß-Hessen, Regierungsbezirk Kassel, Landkreis Hünfeld
- ab 1946: Amerikanische Besatzungszone, Hessen, Regierungsbezirk Kassel, Landkreis Hünfeld
- ab 1949: Bundesrepublik Deutschland, Hessen, Regierungsbezirk Kassel, Landkreis Hünfeld
- ab 1972: Bundesrepublik Deutschland, Hessen, Regierungsbezirk Kassel, Landkreis Hersfeld-Rotenburg, Gemeinde Haunetal[Anm. 3]

## Bevölkerung

### Einwohnerstruktur 2011
Nach den Erhebungen des Zensus 2011 lebten am Stichtag, dem 9. Mai 2011, in Wetzlos 93 Einwohner. Darunter waren 3 (3,2 %) Ausländer. Nach dem Lebensalter waren 12 Einwohner unter 18 Jahren, 30 zwischen 18 und 49, 33 zwischen 50 und 64 und 21 Einwohner waren älter. Die Einwohner lebten in 42 Haushalten. Davon waren 15 Singlehaushalte, 12 Paare ohne Kinder und 12 Paare mit Kindern, sowie 3 Alleinerziehende und keine Wohngemeinschaften. In 9 Haushalten lebten ausschließlich Senioren und in 24 Haushaltungen lebten keine Senioren.

### Einwohnerentwicklung
| Wetzlos: Einwohnerzahlen von 1834 bis 2015 | Wetzlos: Einwohnerzahlen von 1834 bis 2015 | Wetzlos: Einwohnerzahlen von 1834 bis 2015 | Wetzlos: Einwohnerzahlen von 1834 bis 2015 | Wetzlos: Einwohnerzahlen von 1834 bis 2015 |
| --- | ------------------------------------------ | ------------------------------------------ | ------------------------------------------ | ------------------------------------------ |
| Jahr |                                            |                                            |                                            | Einwohner                                  |
| 1834 | 1834                                       |                                            | 190                                        | 190                                        |
| 1840 | 1840                                       |                                            | 183                                        | 183                                        |
| 1846 | 1846                                       |                                            | 199                                        | 199                                        |
| 1852 | 1852                                       |                                            | 186                                        | 186                                        |
| 1858 | 1858                                       |                                            | 207                                        | 207                                        |
| 1864 | 1864                                       |                                            | 180                                        | 180                                        |
| 1871 | 1871                                       |                                            | 173                                        | 173                                        |
| 1875 | 1875                                       |                                            | 168                                        | 168                                        |
| 1885 | 1885                                       |                                            | 159                                        | 159                                        |
| 1895 | 1895                                       |                                            | 138                                        | 138                                        |
| 1905 | 1905                                       |                                            | 135                                        | 135                                        |
| 1910 | 1910                                       |                                            | 133                                        | 133                                        |
| 1925 | 1925                                       |                                            | 125                                        | 125                                        |
| 1939 | 1939                                       |                                            | 106                                        | 106                                        |
| 1946 | 1946                                       |                                            | 161                                        | 161                                        |
| 1950 | 1950                                       |                                            | 190                                        | 190                                        |
| 1956 | 1956                                       |                                            | 165                                        | 165                                        |
| 1961 | 1961                                       |                                            | 120                                        | 120                                        |
| 1967 | 1967                                       |                                            | 168                                        | 168                                        |
| 1970 | 1970                                       |                                            | 117                                        | 117                                        |
| 1980 | 1980                                       |                                            | ?                                          | ?                                          |
| 1990 | 1990                                       |                                            | ?                                          | ?                                          |
| 2000 | 2000                                       |                                            | ?                                          | ?                                          |
| 2011 | 2011                                       |                                            | 93                                         | 93                                         |
| 2015 | 2015                                       |                                            | 95                                         | 95                                         |
| Datenquelle: Historisches Gemeindeverzeichnis für Hessen: Die Bevölkerung der Gemeinden 1834 bis 1967. Wiesbaden: Hessisches Statistisches Landesamt, 1968. Weitere Quellen: LAGIS, Gemeinde Haunetal; Zensus 2011 |                                            |                                            |                                            |                                            |

### Historische Religionszugehörigkeit
| • 1885: | 157 evangelische (= 98,74 %), 2 katholische (= 1,26 %) Einwohner |
| • 1961: | 113 evangelische (= 94,17 %), 3 katholische (= 2,50 %) Einwohner |

## Politik
Für Wetzlos besteht ein Ortsbezirk (Gebiete der ehemaligen Gemeinde Wetzlos) mit Ortsbeirat und Ortsvorsteher nach der Hessischen Gemeindeordnung. Der Ortsbeirat besteht aus fünf Mitgliedern. Bei den Kommunalwahlen in Hessen 2021 betrug die Wahlbeteiligung zum Ortsbeirat 69,88 %. Alle Kandidaten gehören der „Bürgerliste Wetzlos“ an. Der Ortsbeirat wählte Rene Schlitt zum Ortsvorsteher.

## Sehenswürdigkeiten
Für die unter Denkmalschutz stehenden Objekte im Ort, siehe die Liste der Kulturdenkmäler in Wetzlos.

## Infrastruktur
- Das Dorfgemeinschaftshaus wurde 1989 erbaut.
- Durch den Ort verläuft die Landesstraße 3471; im Westen führt die Bundesautobahn 7 am Ort vorbei.